# Сан Франческо (Асколи Пичено)
Сан Франческо (итал. San Francesco) насеље је у Италији у округу Асколи Пичено, региону Марке.
Према процени из 2011. у насељу је живело 111 становника. Насеље се налази на надморској висини од 144 м.